# وينيموكا (نيفادا)
وينيموكا (بالإنجليزية: Winnemucca) هي الحاضرة الإقليمية لمقاطعة هومبولت في ولاية نيفادا الأمريكية وهي المدينة الوحيدة المدخلة في المقاطعة.  بلغ عدد السكان 7,396 نسمة حسب تعداد عام 2010،  حيث ارتفع بنسبة 3.1 بالمائة من تعداد عام 2000 الذي بلغ 7,174 نسمة. شهدت المدينة حادثة سرقة مصرف مشهورة في 1900 بواسطة المجموعة البرية. مساحتها 21.4 كم2 (8.3 ميل مربع). يمر الطريق بين الولايات 80 عبر المدينة، حيث يلتقي بطريق الولايات المتحدة 95.

## التركيبة السكانية
حدّد مكتب تعداد الولايات المتحدة بيانات التركيبة السكانية لوينيموكا في تعداد الولايات المتحدة. في ما يلي، التركيبة السكانية حسب تعدادي 2000 و2010.

### تعداد عام 2000
بلغ عدد سكان وينيموكا 7,174 نسمة بحسب تعداد عام 2000، وبلغ عدد الأسر 2,736 أسرة وعدد العائلات 1,825 عائلة مقيمة في المدينة. في حين سجلت الكثافة السكانية 282.9 نسمة لكل كيلومتر مربع (732.7/ميل2). وبلغ عدد الوحدات السكنية 3,280 وحدة بمتوسط كثافة قدره 129.3 لكل كيلومتر مربع (334.9/ميل2).
وتوزع التركيب العرقي للمدينة بنسبة 83.41% من البيض و0.32% من الأمريكيين الأفارقة و2.23% من الأمريكيين الأصليين و0.89% من الأمريكيين ذوي الأصول الآسيوية و0.03% من سكان جزر المحيط الهادئ و9.60% من الأعراق الأخرى و3.51% من عرقين مختلطين أو أكثر و20.74% من الهسبانيون أو اللاتينيون من أي عرق.
بلغ عدد الأسر 2,736 أسرة كانت نسبة 40.3% منها لديها أطفال تحت سن الثامنة عشر تعيش معهم، وبلغت نسبة الأزواج القاطنين مع بعضهم البعض 53.9% من أصل المجموع الكلي للأسر، ونسبة 8.6% من الأسر كان لديها معيلات من الإناث دون وجود شريك، بينما كانت نسبة 4.2% من الأسر لديها معيلون من الذكور دون وجود شريكة وكانت نسبة 33.3% من غير العائلات. تألفت نسبة 27.1% من أصل جميع الأسر من عدة أفراد يعيشون في نفس المنزل ونسبة 8.7% كانت تتألف من شخص يعيش بمفرده يبلغ من العمر 65 عاماً أو أكثر. وبلغ متوسط حجم الأسرة المعيشية 2.60، أما متوسط حجم العائلات فبلغ 3.21.
بلغ العمر الوسطي للسكان 34.0 عاماً. وكانت نسبة 30.2% من القاطنين تحت سن الثامنة عشر، وكانت نسبة 7.8% بين الثامنة عشر والرابعة والعشرين عاماً، ونسبة 30.3% كانت واقعةً في الفئة العمرية ما بين الخامسة والعشرين والرابعة والأربعين عاماً، ونسبة 22.3% كانت ما بين الخامسة والأربعين والرابعة والستين، ونسبة 8.6% كانت ضمن فئة الخامسة والستين عاماً فما فوق. يوجد لكل 100 أنثى 105.0 ذكر، ويوجد لكل 100 أنثى في الثامنة عشر من عمرها فما فوق 104.3 ذكر.
بلغ متوسط دخل الأسرة في المدينة 46,699 دولارًا، أما متوسط دخل العائلة فبلغ 53,681 دولارًا. وكان متوسط دخل الذكور 47,917 دولارًا مقابل 26,682 دولارًا للإناث. وسجل دخل الفرد الخاص بالمدينة 21,441 دولارًا. وكانت نسبة 7.5% من العائلات ونسبة 9.5% من السكان تحت خط الفقر، وكان من هؤلاء نسبة 11.8% تحت سن الثامنة عشر ونسبة 8.1% في الخامسة والستين من العمر وما فوق.

### تعداد عام 2010
بلغ عدد سكان وينيموكا 7,396 نسمة بحسب تعداد عام 2010، وبلغ عدد الأسر 2,926 أسرة وعدد العائلات 1,884 عائلة مقيمة في المدينة. في حين سجلت الكثافة السكانية 291.6 نسمة لكل كيلومتر مربع (755.2/ميل2). وبلغ عدد الوحدات السكنية 3,214 وحدة بمتوسط كثافة قدره 126.7 لكل كيلومتر مربع (328.2/ميل2).
وتوزع التركيب العرقي للمدينة بنسبة 78.33% من البيض و0.55% من الأمريكيين الأفارقة و2.15% من الأمريكيين الأصليين و0.92% من الأمريكيين ذوي الأصول الآسيوية و0.12% من سكان جزر المحيط الهادئ و15.18% من الأعراق الأخرى و2.74% من عرقين مختلطين أو أكثر و27.37% من الهسبانيون أو اللاتينيون من أي عرق.
بلغ عدد الأسر 2,926 أسرة كانت نسبة 36.4% منها لديها أطفال تحت سن الثامنة عشر تعيش معهم، وبلغت نسبة الأزواج القاطنين مع بعضهم البعض 48.3% من أصل المجموع الكلي للأسر، ونسبة 10.5% من الأسر كان لديها معيلات من الإناث دون وجود شريك، بينما كانت نسبة 5.6% من الأسر لديها معيلون من الذكور دون وجود شريكة وكانت نسبة 35.6% من غير العائلات. تألفت نسبة 29.7% من أصل جميع الأسر من عدة أفراد يعيشون في نفس المنزل ونسبة 8.2% كانت تتألف من شخص يعيش بمفرده يبلغ من العمر 65 عاماً أو أكثر. وبلغ متوسط حجم الأسرة المعيشية 2.51، أما متوسط حجم العائلات فبلغ 3.14.
بلغ العمر الوسطي للسكان 34.1 عاماً. وكانت نسبة 28.1% من القاطنين تحت سن الثامنة عشر، وكانت نسبة 9.1% بين الثامنة عشر والرابعة والعشرين عاماً، ونسبة 26.1% كانت واقعةً في الفئة العمرية ما بين الخامسة والعشرين والرابعة والأربعين عاماً، ونسبة 26.7% كانت ما بين الخامسة والأربعين والرابعة والستين، ونسبة 9.9% كانت ضمن فئة الخامسة والستين عاماً فما فوق. وتوزع التركيب الجنسي للسكان بنسبة 51% ذكور و49% إناث.

## أعلام
- فيرنون ألي
- بيل بيري

## وصلات خارجية
- الموقع الرسمي